# Маклаково (Можайский район)
Маклаково — деревня в сельском поселении Клементьевское Можайского района Московской области. До реформы 2006 года относилась к Клементьевскому сельскому округу. Численность постоянного населения по Всероссийской переписи 2010 года — 6 человек.
Деревня расположена на северо-востоке района, у границы с Рузским, примерно в 21 км к северо-западу от Можайска, на левом берегу реки Пожня (приток реки Искона), высота над уровнем моря 185 м. Ближайшие населённые пункты — Настасьино на западе и Васюково на северо-востоке.